# Bertil von Wachenfeldt

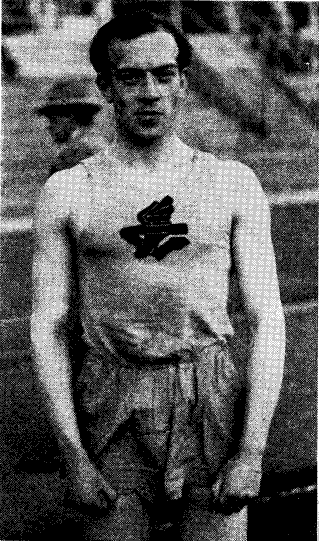
Bertil von Wachenfeldt (1934)

Johan Bertil Karl von Wachenfeldt (* 4. März 1909 in Ovansjö, Gemeinde Sandviken; † 30. September 1995 in Göteborg) war ein schwedischer Leichtathlet und Olympiateilnehmer. Bei der Europameisterschaft 1934 gewann er die Bronzemedaille im 400-Meter-Lauf.
Im Alter von 19 Jahren nahm Wachenfeldt an den Olympischen Spielen 1928 in Amsterdam teil als zweiter Läufer der schwedischen 4-mal-400-Meter-Staffel, die den vierten Platz im olympischen Finale belegte.
Seinen größten Wettkampf absolvierte Wachenfeldt 1934 beim Länderkampf gegen Deutschland. Im 400-Meter-Lauf hatte er gegen Adolf Metzner verloren, trotzdem lagen die beiden Mannschaften vor dem abschließenden Staffellauf so dicht beisammen, dass der Sieg in der Staffel auch den Sieg im Länderkampf bedeuten sollte. Als Schlussläufer der schwedischen Staffel konnte Wachenfeldt Metzner niederkämpfen; er gewann das Rennen und den Länderkampf für Schweden. Eine Woche nach dem Länderkampf fanden in Turin die Europameisterschaften statt. Im 400-Meter-Lauf siegte Metzner vor dem Franzosen Pierre Skawinski und Wachenfeldt, der mit 48,0 Sekunden schwedischen Landesrekord lief. Auch in der Staffelentscheidung der Europameisterschaften gewannen die Deutschen vor den Franzosen und den Schweden.
Bei den Olympischen Spielen 1936 schied Wachenfeldt im Viertelfinale über 400 Meter aus. Mit der Staffel erreichte er das Finale, wobei die Qualifikation gegen die Franzosen gelang; im Endlauf belegte die Mannschaft den fünften Platz hinter den Briten, den US-Amerikanern, Deutschen und Kanadiern. 1937 gelang Wachenfeldt das schnellste 400-Meter-Rennen seiner Karriere, als er den schwedischen Rekord auf 47,8 Sekunden verbesserte. 1938 erreichte er bei den Europameisterschaften in Paris noch einmal das Finale, belegte dort aber nur den sechsten und letzten Platz. In der Staffel konnte Wachenfeldt als Schlussläufer den Franzosen Prudent Joye überholen und seiner Mannschaft die Bronzemedaille hinter den Deutschen und den Briten sichern.
Bertil von Wachenfeldt war trotz seiner langen Karriere nur zweimal schwedischer Meister: 1935 und 1938. Er hatte bei einer Körpergröße von 1,88 Meter ein Wettkampfgewicht von 77 Kilogramm.